# La Hardoye
La Hardoye est une commune associée de Rocquigny et une ancienne commune française, située dans le département des Ardennes en région Grand Est.
Elle fusionne le 29 décembre 1973, par association, avec la commune de Rocquigny pour former l'éphémère commune de Rocquigny-la-Hardoye, redevenant Rocquigny par fusion-association, le 1er mai 1974, avec les communes de Mainbresson et de Mainbressy.

## Géographie
La commune avait une superficie de 4,30 km2.

## Histoire
Par arrêté préfectoral du 20 décembre 1973, la commune de La Hardoye est rattachée le 29 décembre 1973 avec la commune de Roquigny sous la forme d'une fusion-association, pour former la commune de Rocquigny-la-Hardoye. Deux autres communes, Mainbresson, Mainbressy, rejoignent, le 1er mai 1974, cette association pour former à nouveau la commune de Roquigny.

## Administration

### Liste des maires
| Période                                  | Période | Identité         | Étiquette | Qualité |
| ---------------------------------------- | ------- | ---------------- | --------- | ------- |
| Les données manquantes sont à compléter. |         |                  |           |         |
|                                          |         | Claudette Gallet |           |         |

### Liste des maires délégués
| Période                                  | Période | Identité        | Étiquette | Qualité |
| ---------------------------------------- | ------- | --------------- | --------- | ------- |
| Les données manquantes sont à compléter. |         |                 |           |         |
| avant 2002                               |         | Lucette Régnier | DVD       |         |

## Démographie
| 1793 | 1800 | 1806 | 1821 | 1831 | 1836 | 1841 | 1846 | 1851 |
| ---- | ---- | ---- | ---- | ---- | ---- | ---- | ---- | ---- |
| 357  | 413  | 434  | 435  | 457  | 450  | 451  | 439  | 445  |

| 1856 | 1861 | 1866 | 1872 | 1876 | 1881 | 1886 | 1891 | 1896 |
| ---- | ---- | ---- | ---- | ---- | ---- | ---- | ---- | ---- |
| lac. | lac. | 343  | 352  | 349  | 316  | 319  | 267  | 247  |

| 1901 | 1906 | 1911 | 1921 | 1926 | 1931 | 1936 | 1946 | 1954 |
| ---- | ---- | ---- | ---- | ---- | ---- | ---- | ---- | ---- |
| 246  | 231  | 216  | 176  | 181  | 170  | 153  | 141  | 121  |

| 1962 | 1968 | 1975 | 1982 | 1990 | 1999 | 2006 | 2008 | 2011 |
| ---- | ---- | ---- | ---- | ---- | ---- | ---- | ---- | ---- |
| 109  | 104  | -    | -    | 69   | 76   | 79   | 80   | 76   |

| 2013 | - | - | - | - | - | - | - | - |
| ---- | - | - | - | - | - | - | - | - |
| 73   | - | - | - | - | - | - | - | - |

Histogramme

(élaboration graphique par Wikipédia)

## Personnalités liées à la commune
- Luc Picart (1867-1956), mathématicien et astronome français, y est né.